# Raúl Martínez Sambulá
Pour les articles homonymes, voir Raúl Martínez et Martínez.
Raúl Martínez Sambulá (né le 14 mars 1963 à Tela au Honduras) est un joueur de football international hondurien, qui évoluait au poste de défenseur, avant de devenir entraîneur.

## Biographie

### Carrière de joueur

#### Carrière en sélection
Avec l'équipe du Honduras, il joue 28 matchs (pour aucun but inscrit) entre 1988 et 1996. 
Il figure notamment dans le groupe des sélectionnés lors des Gold Cup de 1991, de 1993 et de 1996.

## Palmarès
Honduras
- Gold Cup :
  - Finaliste : 1991

 CD Olimpia
- Championnat du Honduras :
  - Champion : 1984, 1986, 1987
- Coupe des champions de la CONCACAF :
  - Vainqueur : 1988
  - Finaliste : 1985

 CD Victoria
- Championnat du Honduras :
  - Champion : 1995
- Coupe du Honduras :
  - Finaliste : 1997